# Krabi

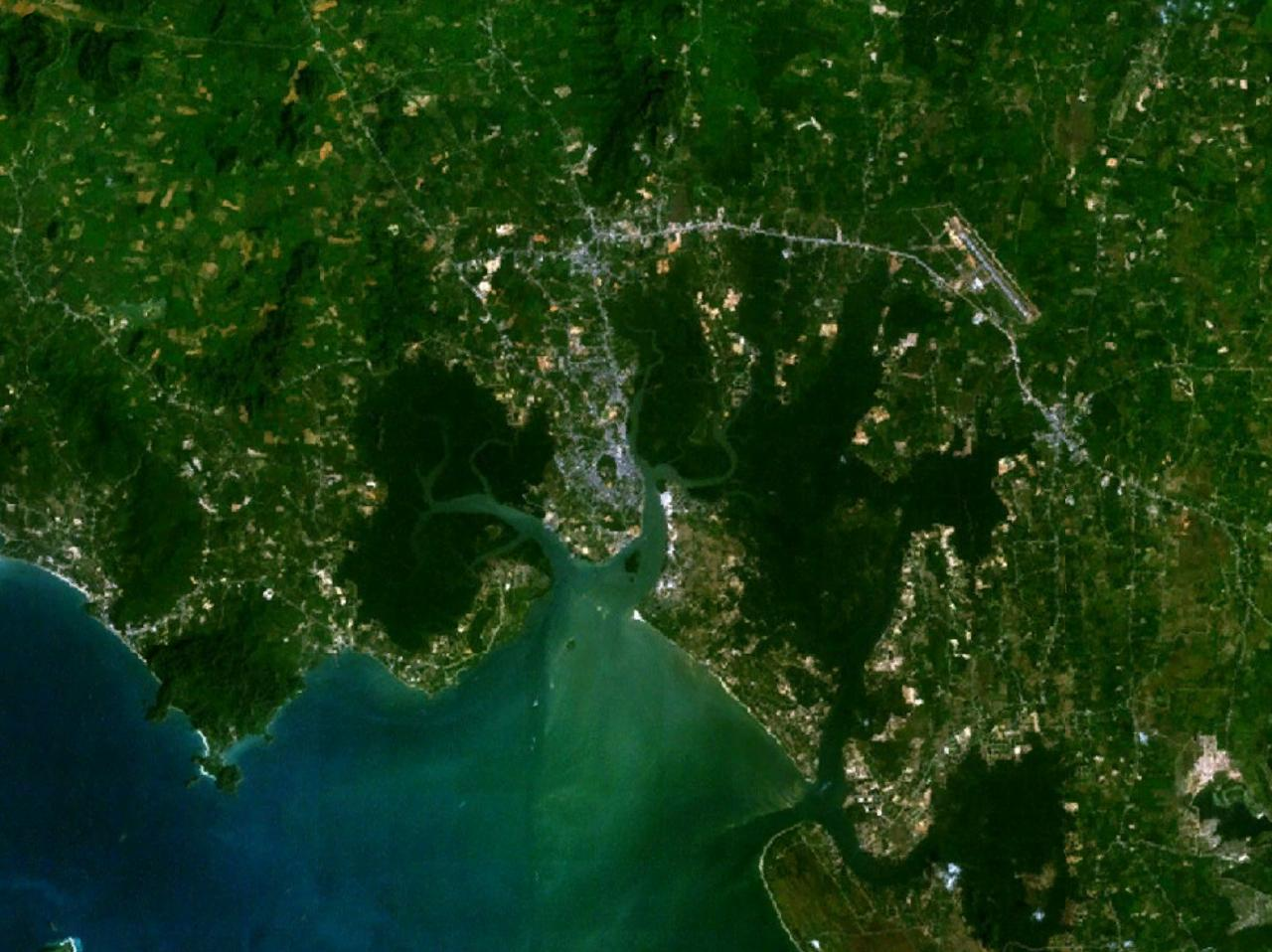
Ảnh vệ tinh Krabi

Krabi (tiếng Thái: กระบี่) là một thị xã (thesaban mueang) ở bờ tây của miền nam Thái Lan, bên cửa sông Krabi đổ vào biển Andaman. Đến thời điểm năm 2005, thị xã này có dân số 24.986 người. Đây là tỉnh lỵ của tỉnh Krabi và huyện Krabi.

## Hành chính
Thị xã này nằm trên địa giới của tambon Paknam và Krabi Yai của huyện Krabi và được chia ra 10 cộng đồng (chumchon).

## Giao thông
Từ năm 1999, Sân bay Krabi nằm ở phía tây thị xã này đi vào hoạt động. Đường Phetkasem (quốc lộ 4 Thái Lan 4).
Nhiều du khách đến thị xã này để đến nghỉ dưỡng ở các khu vực du lịch gần đó như Ko Phi Phi, bãi biển Railay, Ao Nang, Had Yau, Ko Jum, Phuket và Ko Lanta.